# Dosyteusz (Stojkovski)
Dosyteusz (imię świeckie Dimitar Stojkovski; ur. 7 grudnia 1906, zm. 20 maja 1981 w Skopju) – macedoński biskup prawosławny, pierwszy zwierzchnik Macedońskiego Kościoła Prawosławnego.

## Życiorys

### Młodość i wczesna działalność
Pochodził ze Smederewa. Jego rodzice na krótko przed jego urodzeniem przenieśli się z Macedonii do Serbii i zdaniem niektórych źródeł Dosyteusz był z pochodzenia Serbem. W 1922, po ukończeniu gimnazjum w Belgradzie, rozpoczął naukę w seminarium duchownym w Sremskich Karlovcach. Po dwóch latach opuścił jednak szkołę i wstąpił do monasteru Matki Bożej w Kiczewie, tam też złożył w 1924 wieczyste śluby mnisze. Od września 1924 do 1932 żył w monasterze Chilandar na Athosie. Następnie wrócił do Macedonii i przez dwa lata przebywał najpierw w macierzystej wspólnocie mniszej, a następnie w monasterze św. Nauma w Ochrydzie. Podjął ponadto naukę w seminarium duchownym w Bitoli, które ukończył w 1937.
12 lutego 1934 został wyświęcony na diakona, zaś w Niedzielę Palmową tego samego roku - na kapłana. Święcenia przyjmował z rąk biskupa ochrydzkiego i bitolskiego Mikołaja. W 1942 uzyskał wyższe wykształcenie teologiczne, kończąc studia na Wydziale Teologicznym Uniwersytetu Belgradzkiego. W czasie studiów mieszkał w Belgradzie i wykonywał różne prace na rzecz Synodu Serbskiego Kościoła Prawosławnego. W 1948 otrzymał godność archimandryty.

### Biskup Serbskiego Kościoła Prawosławnego
22 lipca 1951 w soborze św. Marka w Belgradzie został wyświęcony na biskupa pomocniczego patriarchy Serbii z tytułem biskupa toplickiego.
W 1958 sobór duchowieństwa i świeckich Macedonii ogłosił powstanie autonomicznego Macedońskiego Kościoła Prawosławnego, kontynuatora tradycji zlikwidowanego w XVIII wieku Arcybiskupstwa Ochrydzkiego. Sobór zapewniał o pozostaniu w łączności z Serbskim Kościołem Prawosławnym, w którego skład wchodziły prawosławne administratury w Macedonii, i o uznaniu zwierzchnictwa patriarchy serbskiego. W czerwcu roku następnego Serbski Kościół Prawosławny zadeklarował aprobatę wobec postanowień soborowych. Pierwszym zwierzchnikiem nowo powołanego Kościoła został biskup Dosyteusz, który przyjął tytuł arcybiskupa ochrydzkiego i skopskiego, metropolity macedońskiego.
Dosyteusz przeprowadził reformę administracyjną Macedońskiego Kościoła Prawosławnego. Oprócz trzech już istniejących eparchii - skopijskiej, prespańskiej i bitolskiej oraz zletowskiej i strumickiej - utworzył eparchie debarsko-kiczewską, połosko-kumanowską, powardarską, strumicką, jak również dwie administratury diaspory: amerykańsko-kanadyjską i australijską. W 1967 otworzył seminarium duchowne w Skopju, a dziesięć lat później przyczynił się do utworzenia Wydziału Teologicznego im. Klemensa z Ochrydy na uniwersytecie w tym samym mieście. Starał się przeciwdziałać państwowej propagandzie antyreligijnej, regularnie odwiedzając różne parafie i klasztory w całej Macedonii. Szczególną uwagę zwracał na działalność wydawniczą, zainicjował druk rocznika „Kalendarz prawosławny” oraz pisma „Wesnik”. Pod jego patronatem kontynuowane były prace nad przekładem Biblii na język macedoński oraz opracowywaniem kolejnych prac teologicznych i z dziedziny historii Cerkwi. W 1963, po trzęsieniu ziemi w Skopju, wzniósł nową rezydencję miejscowych biskupów, rozpoczął również budowę katedralnego soboru św. Klemensa Ochrydzkiego. Budował nowe cerkwie również poza stolicą Macedonii, zaś w eparchiach diasporalnych erygował ponad 40 parafii.
Kilkakrotnie reprezentował Serbski Kościół Prawosławny za granicą, towarzysząc patriarsze Serbii Germanowi w czasie wizyt w Rumunii, Bułgarii i Grecji. W 1962 podejmował w Ochrydzie patriarchę moskiewskiego i całej Rusi Aleksego I.

### Zwierzchnik Macedońskiego Kościoła Prawosławnego
Jesienią 1966 arcybiskup Dosyteusz II wystąpił do patriarchy Serbii o nadanie Kościołowi Macedońskiemu autokefalii, która to prośba została odrzucona w maju następnego roku. Wobec odmowy patriarchy Serbii Kościół Macedoński postanowił ogłosić niezależność jednostronnie, mając cały czas wsparcie władz jugosłowiańskiej Republiki Macedonii. W czasie synodu w dniach 17-19 lipca 1967 w Ochrydzie Święty Synod Macedońskiego Kościoła Prawosławnego ogłosił jego autokefalię, nadając zarazem jego zwierzchnikowi tytuł arcybiskupa Ochrydy i całej Macedonii. Decyzje te Serbski Kościół Prawosławny uznał za nieważne. We wrześniu 1967 jego Synod ogłosił, iż Macedoński Kościół Prawosławny jest strukturą niekanoniczną. Jego hierarchowie zostali wykluczeni z Kościoła prawosławnego, jednak decyzji tej nie rozciągnięto na wiernych. Mimo uznania Cerkwi Macedońskiej za niekanoniczną autorytet Dosyteusza II i samej Cerkwi nie spadł, z Kościołem utożsamiało się ponad 70% Macedończyków.
Dosyteusz II działał w ruchu ekumenicznym. W 1970 brał udział w uroczystościach odsłonięcia pomnika św. Cyryla w Rzymie, wtedy też spotkał się z papieżem Pawłem VI. Utrzymywał także kontakty z przedstawicielami wyznań mniejszościowych w Macedonii: lokalną hierarchią katolicką, Kościołami protestanckimi, muzułmanami i Żydami.
Arcybiskup Dosyteusz stał na czele Macedońskiej Cerkwi do śmierci w 1981. Został pochowany w cerkwi św. Dymitra w Skopju, a jego pogrzeb zgromadził tysiące wiernych.